# SC Dynamo Hoppegarten

Logo des SC Dynamo Hoppegarten

Der SC Dynamo Hoppegarten war ein Sportclub aus der Deutschen Demokratischen Republik (DDR), der als Schwerpunkte die Sportarten Judo und Sportschießen sowie vorübergehend auch Moderner Fünfkampf, Fallschirmspringen und Reitsport förderte.

## Geschichte
Als offizielles Gründungsdatum des SC Dynamo Hoppegarten gilt der 19. Februar 1956, als auf dem Gelände der ehemaligen Reitschule der Deutschen Grenzpolizei in Dahlwitz-Hoppegarten die bislang zum SC Dynamo Berlin gehörenden Sektionen Reiten, Moderner Fünfkampf und Fallschirmsport zu einem eigenständigen Sportclub zusammengeschlossen wurden. Im Oktober 1960 wurde mit den Sportschützen eine vierte Sektion aus der Taufe gehoben. Im Jahr 1966 folgte eine nochmalige Erweiterung des Sportclubs durch den Zuzug der bis dato dem SC Dynamo Berlin unterstellten Sektion Judo. 1990 wurde die Sportvereinigung Dynamo aufgelöst, in Hoppegarten entstand eine Außenstelle des SC Berlin. 1996 gründete sich der Budoverein Dynamo Hoppegarten. Die Sektion Schießsport benannte sich 1990 in SC Diana Hoppegarten um. Der SC Diana ist heute Bundesstützpunkt für die Wurfscheibendisziplinen.

## Wichtige Sektionen

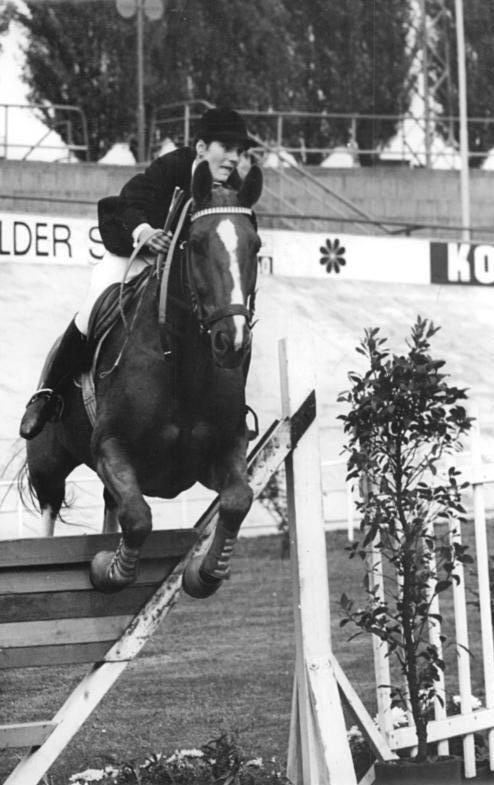
Ilona von Alkier

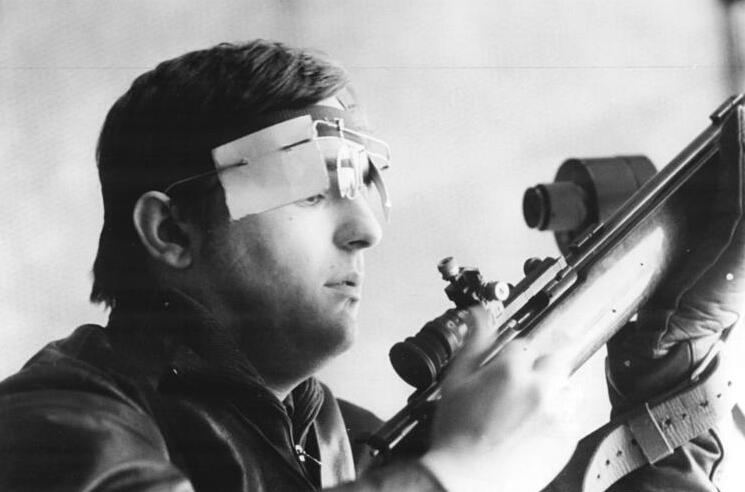
Peter Gorewski

### Judo
Die Sektion Judo des SC Dynamo wurde 1954 unter dem Cheftrainer Ewald Schönrock gegründet und gehörte bis 1966 dem SC Dynamo Berlin an. Ein besonders erfolgreicher Judoka der Sektion war von Beginn an Henry Hempel, der nach seiner aktiven Laufbahn DJV-Cheftrainer wurde. Sein Bruder Helmut Hempel errang 1960 als erster Dynamo-Judoka mit der Bronze-Medaille einen Podiumsplatz bei Europameisterschaften. Karl Nitz war 1963 erster Judo-Europameister des SC Dynamo. Laut Voker Kluge (Seite 283) trat Nitz noch für den SC Dynamo Berlin an. Die Vereinsgeschichte der Sektion Judo wurde ab 1966 unter dem Namen Hoppegarten mit Cheftrainer Gert Schneider weitergeführt. 1970 gewann Klaus Hennig den Europameistertitel. Dietmar Hötger siegte 1972 und 1973 bei den Europameisterschaften. Er gewann bei den Olympischen Spielen 1972 Bronze und war damit erster Olympischer Medaillengewinner der DDR. Nitz, Hennig und Hötger trainierten bei Gert Schneider. Hötger wurde dann Schneiders Nachfolger als Trainer, Nitz fungierte mehrere Jahre als Assistenztrainer und Helmut Hempel als Juniorentrainer. Mitte der 1970er Jahre war Günter Krüger der erste vom Trainer Hötger betreute Europameister. 1979 gewann Detlef Ultsch als erster deutscher Judoka die Weltmeisterschaft, im Jahr darauf siegte Dietmar Lorenz bei den Olympischen Spielen 1980 in der Offenen Klasse und war damit erster und einziger Judoolympiasieger aus der DDR. In den 1980er Jahren waren Andreas Preschel und Henry Stöhr international erfolgreich. Auch die olympischen Medaillengewinner Torsten Bréchôt und Sven Loll wurden von Dietmar Hötger beim SC Dynamo trainiert.
Der SC Dynamo Hoppegarten war von 1967 bis 1971 und von 1974 bis 1976 DDR-Mannschaftsmeister. Im Jahr 1977 gewann die Mannschaft den Europapokal der Landesmeister.

### Sportschießen
Die Mehrzahl der olympischen Medaillengewinner aus der DDR im Sportschießen traten für den Klub für Sportschießen der GST Leipzig an, aber auch Dynamo Hoppegarten stellte mit dem Olympiasieger 1976 Norbert Klaar und dem Olympiadritten 1980 Jörg Damme zwei Medaillengewinner. Norbert Klaar war nur 1979 einmal DDR-Meister mit der Schnellfeuerpistole. Jörg Damme hingegen gewann in den 1980er Jahren vier DDR-Meistertitel für Dynamo Hoppegarten, 1990 siegte er für Diana Hoppegarten. Auch der mehrfache Welt- und Europameister Bernhard Hochwald startete für den Klub.

### Reiten
Bis Anfang der 1970er Jahre bestand beim SC Hoppegarten eine Sektion für Pferdesport. Einer ihrer erfolgreichsten Repräsentanten war Gerhard Schulz, der bei den Olympischen Spielen 1964 in Tokio eine Bronzemedaille im Military-Mannschaftswettbewerb errang. Nach der Auflösung der Sektion Reiten beim SC Chemie Halle 1969 verblieb Dynamo Hoppegarten neben dem ASK Vorwärts Potsdam als einer von zwei Standorten des leistungssportlichen Reitens in der DDR. Entsprechend dem Leistungssportbeschluss des DTSB-Präsidiums von 1969 konzentrierte sich die Förderung auf Dressurreiten und Military. Die Sektion Reiten wurde 1972/73 aufgelöst, die Pferdesportler schlossen sich überwiegend Betriebssportgemeinschaften an.

### Fallschirmsport
Auch Fallschirmspringen wurde beim SC Dynamo Hoppegarten als Leistungssport betrieben. Die entsprechende Sektion verlagerte ihren Sitz zwar bereits 1966 nach Eilenburg, trat aber noch bis 1988 unter dem alten Namen an. Erst dann entstand der FSC Dynamo Eilenburg als Ausgründung aus Dynamo Hoppegarten.